# ماباثون
ماباثون (الذي تم كتابته في وقت ما map-a-thon) هو حدث رسم خرائط منسقة. المتطوعين مدعوين لإجراء تحسينات على الخرائط عبر الإنترنت لبلادهم لتحسين التغطية والمساعدة في تقييم مخاطر الكوارث وإدارة الطاقة.
يستخدم المابثون موقعًا عبر الويب لتخزين بيانات الخرائط، مثل OpenStreetMap . كانت خرائط جوجل أيضًا خيارًا حتى عام 2017.
يتم تنظيم ماباثون من قبل منظمة غير ربحية أو منظمة معنية أو حكومة محلية.